# 10007 Malytheatre
A 10007 Malytheatre (ideiglenes jelöléssel 1976 YF3) a Naprendszer kisbolygóövében található aszteroida. Ljudmila Ivanovna Csernih fedezte fel 1976. december 16-án.